# Operación Hipoxianet
La Operación Hipoxianet es una operación contra el dopaje en el deporte de élite realizada en España. Este proceso permitió desarticular una red de dopaje que se convirtió en el mayor alijo de EPO inyectable de Europa.
Las investigaciones de la Unidad Central Operativa (UCO) de la Guardia Civil comenzaron en primavera de 2019, pero los resultados salieron a la luz el 30 de enero de 2020.
Se intervinieron más de 850 inyectables en Cádiz y fueron detenidas seis personas investigadas en Cádiz y Barcelona por delitos contra la salud pública. La EPO se obtenía legalmente de una clínica de diálisis de Cádiz, que falseaba los datos y vendía ilegalmente las sustancias, desde por lo menos los últimos 10 años.